# Emma Friis
Emma Cecilie Uhrskov Friis (n. 31 octombrie 1999, Herning, Ringkjøbing Amt, Danemarca) este o handbalistă daneză care joacă pe postul de extremă stânga pentru clubul românesc CSM București și echipa națională a Danemarcei. Anterior ea a evoluat pentru Ikast Håndbold.
Emma Friis împreună cu selecționata de junioare a Danemarcei a devenit vicecampioană la Campionatul Mondial de Junioare din 2016 desfășurat în Slovacia. În 2017 a obținut medaliile de argint alături de naționala de tineret a Danemarcei la Campionatul European pentru Tineret din Slovenia.
A debutat la echipa națională de senioare a Danemarcei pe 28 septembrie 2018. În decembrie 2021, a făcut parte din selecționata Danemarcei care a câștigat medalia de bronz la Campionatul Mondial desfășurat în Spania, învingând în finala mică echipa gazdă. La Campionatul European din 2022 a devenit vicecampioană europeană. În decembrie 2023, la Campionatul Mondial găzduit de Danemarca împreună cu Suedia și Norvegia a cucerit o a doua medalie de bronz, selecționata Danemarcei învingând în finala mică Suedia. Cu naționala daneză, revenită după 12 ani la un turneu olimpic, Emma Friis a ocupat locul trei la Jocurile Olimpice de vară din 2024 învingând din nou în finala mică selecționata suedeză. În decembrie 2024, la Campionatul European din Austria, Elveția și Ungaria, a obținut o nouă medalie de argint.

## Palmares
- Jocurile Olimpice:
  -  Medalie de bronz: 2024

- Campionatul Mondial:
  -  Medalie de bronz: 2021, 2023

- Campionatul European:
  -  Medalie de argint: 2022, 2024

- Campionatul European de Tineret:
  -  Medalie de argint: 2017

- Campionatul Mondial pentru Junioare::
  -  Medalie de argint: 2016

- Liga Campionilor::
  - Sfertfinalistă: 2017, 2018

- Liga Europeană:
  -  Câștigătoare (Turneul Final Four): 2023
  -  Medalie de bronz (Turneul Final Four): 2022
  - Locul 4 (Turneul Final Four): 2021

- Cupa EHF:
  - Semifinalistă: 2019, 2020

- Campionatul Danemarcei:
  -  Medalie de argint: 2019
  -  Medalie de bronz: 2017, 2021, 2022, 2023

- Cupa Danemarcei:
  -  Câștigătoare: 2019
  -  Medalie de bronz: 2021

- Supercupa Danemarcei:
  -  Câștigătoare: 2016

- Supercupa României:
  -  Câștigătoare: 2024

## Distincții personale
- Cea mai bună extremă stânga (All-Star Team) de la Campionatul European: 2022, 2024;[33][34]
- Cea mai bună extremă stânga (All-Star Team) de la Jocurile Olimpice: 2024;[35]
- Cea mai bună extremă stânga la Gala Premiilor de Excelență EHF (EHF Excellence Awards Gala): 2023;[36]
- Cea mai bună jucătoare (Most Valuable Player) a Turneului Final Four al Ligii Europene: 2023;[37]
- Cea mai bună extremă stânga (All-Star Team) din Campionatul Danemarcei: 2022;[38]
- Cea mai bună tânără jucătoare din Campionatul Danemarcei: 2019;[39]
- Inclusă de EHF în lista celor mai promițătoare 20 de tinere handbaliste din Europa: septembrie 2018;[40][41]
- Cea mai bună extremă stânga (All-Star Team) de la Campionatul Mondial pentru Tineret: 2018;[42]
- Cea mai bună extremă stânga (All-Star Team) de la Campionatul Mondial pentru Junioare: 2016;[43]